# مكتبات دبي العامة
مكتبات دبي العامة هي نظام مكتبي تابع لبلدية دبي يخدم دبي، الإمارات العربية المتحدة.
بدأ هذا النظام، وهو الأقدم في دولة الإمارات العربية المتحدة، في عام 1963 عند بناء مكتبة الراس العامة في منطقة الراس في ديرة، وسط دبي. وفي عام 1989 افتتحت أربعة فروع في هور العنز والراشدية والصفا وأم سقيم. افتتحت مكتبة حتا عام 1998، كما افتتحت مكتبة الطوار العامة في صيف عام 2007. بلغت تكلفة مكتبة الطوار أكثر من 10 ملايين درهم إماراتي.

## مكتبات في دبي
وفيما يلي فروع المكتبات في ديرة:
- مكتبة الراس العامة، طريق بني ياس أنشأها الشيخ راشد بن سعيد آل مكتوم عام 1963 وتحتوي المكتبة على أكثر من 100 ألف كتاب و165 دورية، إلى جانب العديد من الكتب الإلكترونية.[8]
- مكتبة هور العنز العامة:تأسست مكتبة هور العنز العامة سنة 1989 لخدمة سكان وأهالي منطقة هور العنز، وتصنف المكتبة كواحدة من اشهر مكتبات دبي العامة.
- مكتبة الراشدية العامة:تأسست مكتبة الراشدية العامة عام 1989 وتوفر المكتبة كتب ومجلات وروايات وقصص باللغتين العربية والإنجليزية.
- مكتبة الطوار:تأسست سنة 2007 لتكون ملتقى ثقافي لسكان منطقة الطوار.
- مكتبة الصفا للفنون والتصميم:تضم آلاف الكتب والمراجع والمواد العلمية المتخصصة في مجالات الفنون والتصميم، بما في ذلك الفنون الجميلة، وفنون الأداء والموسيقى والعمارة وفن الخط العربي والتصوير الفوتوغرافي وغيرها.[9]
- مكتبة أم سقيم العامة: تأسست مكتبة أم سقيم العامة عام 1989 م لخدمة سكان منطقة أم سقيم في الإمارة،دون الحاجة للتوجه إلى مكتبة دبي العامة وتقع في شارع جميرا، أم سقيم 2
- مكتبة حتا :هي إحدى مكتبات دبي العامة التابعة لهيئة الثقافة والفنون في دبي. تأسست المكتبة في عام 1998، متيحةً للقرّاء الوصول إلى أكثر من 74,030 عنواناً [10]
- مكتبة المنخول:تأسست هذه المكتبة سنة 2009 وتقع على مساحة إجمالة تبلغ 3,750 متر مربع في منطقة المنخول

## بوابة مكتبات دبي العامة الرقمية
أطلقت هيئة الثقافة والفنون بدبي عبر موقعها الالكتروني بوابة مكتبات دبي العامة الرقمية وذلك بهدف إغناء تجربة الأعضاء والزوار وأصحاب الهمم وتسهيل عملية الحصول على المعلوات والمعارف التي يحتاجونها من خلال مجموعة الخدمات التي توفرها البوابة الالكترونية، وتعتبر هذه البوابة أداة ربط ذكية لتعزيز مجموعة الخدمات التي تقدمها كافة فروع مكتبات دبي العامة وتشمل تسجيل الدخول للأعضاء والحصول على العضوية وتجديدها واقتراح مواد مكتبية جديدة وتجديد المواد وتسهيل عملية البحث في مصادر المكتبات وكذلك تعريف الزوار بأبرز الكتب والإضافات المعرفية الجديدة إلى جانب الكتب الأكثر استعارة.

## جوائز
- جائزة التفوق في مبادرة اعلم التي أطلقها التي أطلقها الاتحاد العربي للمكتبات والمعلومات لتكريم المكتبات المتفاعلة مع أزمة كورونا في العام 2020.[12]
- جائزة أكاديمية نسيج للتميز في المكتبات والمعلومات على مستوى الوطن العربي عن فرع التميز المهني للعام 2024 خلال المؤتمر الخامس والثلاثين للإتحاد العربي للمكتبات في مسقط.[13]

## أنظر أيضاً
- ثقافة دبي
- قرية الثقافة
- هيئة دبي للثقافة والفنون
- بلدية دبي
- مكتبة الشيخ محمد بن راشد